# Актёры (фильм, 2003)
«Актёры» (англ. The Actors) — фильм режиссёра Конора МакФерсона, в главных ролях Дилан Моран и Майкл Кейн.

## Сюжет
Фильм разделён на 5 частей (актов), каждая из которых имеет название. Режиссёр использовал пятиактную структуру как символ театра, актёра и сцены. 
Главный персонаж — актёр Том (Дилан Моран), неудачник, исполняющий маленькую роль в театральной постановке о нацистах. Том пытается реализовать себя различными способами, и, например, пробуется на роль в рекламе сосисок. Однажды его коллега по постановке, тоже актёр (Майкл Кейн), втягивает его в аферу с деньгами. На кону пятьдесят тысяч долларов. В образе другого человека Тому предстоит встретиться с преступниками и забрать деньги. Но жизнь непредсказуема, и хотя Том прилежно играет свою роль, дело несколько осложняется — вмешивается любовь.